# Acaxur
 Əcəxur  (ook: Acaxur) is een dorp (kəndi) in het district (rayon) Qusar in Azerbeidzjan. De plaats telt ongeveer 800 inwoners.
Het ligt vlak bij de grens met de Russische republiek Dagestan.